# 呉瞻
呉 瞻（ごせん、朝鮮語: 오첨）は、朝鮮の呉氏の始祖である。中国人。新羅智証王代に中国から新羅に移住した。高麗太祖王建の妃であり、恵宗の生母である荘和王后は、呉瞻の子孫である。
朝鮮氏族の海州呉氏、宝城呉氏、羅州呉氏、同福呉氏、高敞呉氏、楽安呉氏などは呉瞻にルーツをもつ。